# Debate sobre la propiedad intelectual en el libertarismo
Dentro del liberalismo libertario existen opiniones variadas respecto a la propiedad intelectual.

## Opiniones anarcocapitalistas
Dado que los anarcocapitalistas se oponen a la existencia de un Estado siquiera mínimo, este marco ideológico requiere que todas las funciones de propiedad intelectual que promueve la ley sean proveídas por instituciones del sector privado.
Murray Rothbard aboga por permitir la creación de acuerdos ilimitados de derechos de autor mediante contratos, sin la necesidad de que ningún Gobierno los proteja. Afirma que la intervención del Gobierno a la hora de «promover el progreso de la ciencia y las artes» es inherentemente problemática, puesto que «¿Bajo qué estándar juzgas que los gastos de investigación son "demasiado altos" o "demasiado bajos"?». Argumenta que las leyes de propiedad intelectual pueden entorpecer la innovación, disuadiendo de forma permanente a los competidores de gastar más recursos en la investigación en el campo de la patente debido a que la Justicia puede considerar a las mejoras como violación de las patentes existentes, y disuadiendo también al poseedor de la patente de involucrarse en posteriores investigaciones, dado que su privilegio asegura que ningún competidor podrá violar su propiedad.
Morris y Linda Tannehill proponen que las ideas de las invenciones pudiesen ser registradas en un «banco de datos» privado. El inventor podría entonces asegurar su obra contra el robo o el uso comercial, y la compañía de seguros no solo garantizaría una compensación de las pérdidas sufridas, sino que también se encargaría de detener ese uso no autorizado.
Otros detractores de la propiedad intelectual incluyen a Wendy McElroy, Tom G. Palmer, Henri Lepage, Boudewijn Bouckaert, Jeffrey Tucker y Stephan Kinsella. Kinsella explica en Against Intellectual Property que las patentes pueden ser ineficientes puesto que desvían recursos desde la investigación y el desarrollo hacia los poseedores de patentes y los litigios. Afirma que la investigación teórica no puede patentarse de forma tan sencilla como la investigación práctica, y por tanto está relativamente infrafinanciada. Además, argumenta que los derechos de propiedad solo pueden aplicarse a recursos escasos, y que la propiedad intelectual no lo es. Kinsella también sostiene que los derechos de propiedad intelectual solo se puede implementar limitando los derechos de propiedad física de los demás.
David Friedman toma una posición neutral respecto a la propiedad intelectual, declarando que «hay buenos argumentos en ambos lados de esta cuestión».

## Opiniones del libertarismo de izquierda
Roderick Long argumenta que el concepto de propiedad intelectual no es libertario. Sostiene que prohibir a la gente usar, reproducir y comerciar con material con derechos de autor es una violación de la libertad de expresión y la libertad de prensa, y que, dado que la información existe en la mente de la gente y la propiedad de otros, uno no puede poseer información sin poseer a otras personas. Asegura que los autores y editores seguirán produciendo en ausencia de legislación, citando como ejemplo los centenares de miles de artículos que se publican en Internet cada día, disponibles para cualquiera de forma gratuita. También afirma que la mayoría de los trabajos escritos anteriores al siglo XX carecen de derechos de propiedad y se siguen publicando y vendiendo.
Benjamin Tucker se opuso a la propiedad intelectual, escribiendo: «[...] el monopolio de las patentes [...] consiste en proteger a los inventores [...] frente a la competencia durante un periodo de tiempo suficientemente largo como para obtener por la fuerza una recompensa enormemente superior a la medida de trabajo de sus servicios. En otras palabras, en dar a cierta gente un derecho de propiedad durante años y el poder de extraer tributos de los demás para el uso de esta riqueza natural, que debería estar abierta a cualquiera».

## Opiniones de Ayn Rand
Ayn Rand, creadora del objetivismo, apoyó los derechos de autor y las patentes, explicando en Capitalism: The Unknown Ideal:

Las patentes y derechos de autor son la implementación legal de la base de todos los derechos de propiedad: el derecho de un hombre sobre el producto de su mente. Cualquier tipo de trabajo productivo conlleva una combinación de esfuerzo físico y mental: de pensamiento y de acción física para traducir ese pensamiento en algo material. La proporción de estos dos elementos varía en diferentes tipos de obras. En la parte baja de la escala, el esfuerzo mental requerido para llevar a cabo un trabajo manual es mínimo. En el otro extremo, lo que las patentes y los derechos de autor reconocen es el papel primordial del esfuerzo mental en la producción de valores materiales. Estas leyes protegen la contribución mental de una idea en su forma más pura. El sujeto de estas patentes y derechos de autor es la propiedad intelectual. Por tanto, la ley establece el derecho de propiedad de la mente y de lo que ha llevado a existencia.

Sostenía que las patentes solo deberían ser concedidas en términos limitados:

Si se poseyeran a perpetuidad, conllevaría lo opuesto a lo que pretende en principio: no a la merecida recompensa de los logros, sino al inmerecido apoyo del parasitismo. Se volvería un gravamen acumulativo de la producción de futuras generaciones, que finalmente las paralizaría. Consideren lo que ocurriría si, a la hora de producir un automóvil, tuviéramos que pagar royalties a los descendientes de todos los inventores involucrados, empezando por el de la rueda. Además de la imposibilidad de mantener dichos registros, consideren el estatus accidental de estos descendientes y la irrealidad de sus inmerecidas demandas.